# Seznam mangy vydané česky
Toto je seznam oficiálně vydaných japonských komiksů manga v českém jazyce.
První manga v češtině byla vydána roku 2000. Jednalo se o němou mangu Gon, ale pro nepříliš velký ohlas se nikdy nedočkala pokračování. O něco úspěšněji se do té doby prosazovaly některé korejské tituly nazývané manhwa. Úspěšně začalo mangu vydávat až od roku 2008 nakladatelství Zoner Press, které uspělo se svou mangou Dveře chaosu. Tituly, které následovaly, jsou např. Gravitation a Spirála. Začátkem léta 2014 oznámilo, že s vydáváním mangy končí.
Další nakladatelství, která začala vydávat mangu v Česku, ale vydávání později ukončila, jsou Albatros (OEL manga Romeo a Julie) a Talpress (manga Motýlek, Elegie pro ovečku aj.). V češtině vydávalo mangu též polské nakladatelství Hanami (např. Balzamovač nebo Město světel).
V roce 2011 se k jmenovaným nakladatelům připojilo komiksové nakladatelství CREW mangou Crying Freeman – Plačící drak. Mezi další tituly vydané či vydávané nakladatelstvím CREW patří výběrově Naruto, Death Note, Bleach, Gantz, Útok titánů, Tokijský ghúl, Bojový anděl Alita nebo Fullmetal Alchemist. V roce 2016 se k vydavatelům mangy v češtině připojilo mangou Cagaster komiksové nakladatelství Zanir, v roce 2019 pak nakladatelství Egmont mangou To bylo tvé jméno. V roce 2022 byla vytvořena komiksová nakladatelská značka GATE pod firmou Knihy Dobrovský, která jako svoji první publikaci vydala mangu Zdál se mi zase ten stejný sen.

## Seznam

### CREW
Nakladatelství CREW vydává v Česku mangy od roku 2011; k roku 2023 vydalo celkem 77 mang. Přeložená díla používají českého přepisu japonštiny.
| Vydání v ČR | Vydání v ČR | Český název                                   | Původní název                                  | Scénář                                          | Kresba                                          | Počet dílů | Překladatel                                                           | Ref.          |
| Od          | Do          | Český název                                   | Původní název                                  | Scénář                                          | Kresba                                          | Počet dílů | Překladatel                                                           | Ref.          |
| ----------- | ----------- | --------------------------------------------- | ---------------------------------------------- | ----------------------------------------------- | ----------------------------------------------- | ---------- | --------------------------------------------------------------------- | ------------- |
| 2011        | 2013        | Crying Freeman – Plačící drak                 | クライングフリーマン                           | Kazuo Koike                                     | Rjóiči Ikegami                                  | 5          | Ľudovít Plata                                                         | [ 8 ]         |
| 2011        | dodnes      | Naruto                                        | ナルト                                         | Masaši Kišimoto                                 | Masaši Kišimoto                                 | 69 72      | Jan Adamčák (1), Jan Horgoš (2–)                                      | [ 13 ]        |
| 2011        | 2015        | Death Note                                    | デスノート                                     | Cugumi Óba                                      | Takeši Obata                                    | 14         | Anna Křivánková                                                       | [ 14 ]        |
| 2012        | dodnes      | Bleach                                        | ブリーチ                                       | Tite Kubo                                       | Tite Kubo                                       | 43 74      | Anna Křivánková                                                       | [ 15 ] [ 16 ] |
| 2013        | 2024        | Gantz                                         | ガンツ                                         | Hiroja Oku                                      | Hiroja Oku                                      | 37         | Anna Křivánková                                                       | [ 17 ]        |
| 2014        | 2023        | Útok titánů                                   | 進撃の巨人                                     | Hadžime Isajama                                 | Hadžime Isajama                                 | 34         | Anna Křivánková                                                       | [ 18 ] [ 19 ] |
| 2015        | 2016        | Gunsmith Cats                                 | ガンスミス キャッツ                            | Ken’iči Sonoda                                  | Ken’iči Sonoda                                  | 4          | Anna Křivánková                                                       | [ 20 ] [ 19 ] |
| 2016        | 2016        | All You Need Is Kill – Stačí jen zabíjet      | オール ユー ニード イズ キル                   | Hiroši Sakurazaka, Rjósuke Takeuči              | Takeši Obata                                    | 1          | Anna Křivánková                                                       | [ 21 ]        |
| 2016        | 2019        | Tokijský ghúl                                 | 東京喰種(トーキョーグール)                     | Sui Išida                                       | Sui Išida                                       | 14         | Anna Křivánková                                                       | [ 22 ]        |
| 2017        | 2017        | Ryby – Útok z hlubin                          | ギョ                                           | Džundži Itó                                     | Džundži Itó                                     | 1          | Anna Křivánková                                                       | [ 23 ]        |
| 2017        | 2018        | Ghost in the Shell                            | 攻殻機動隊                                     | Masamune Širó                                   | Masamune Širó                                   | 3          | Anna Křivánková                                                       | [ 24 ]        |
| 2017        | 2019        | Bojový anděl Alita                            | 銃夢                                           | Jukito Kiširo                                   | Jukito Kiširo                                   | 4          | Anna Křivánková                                                       | [ 25 ]        |
| 2017        | 2024        | Fullmetal Alchemist –⁠⁠⁠⁠⁠⁠ Ocelový alchymista      | 鋼の錬金術師                                   | Hiromu Arakawa                                  | Hiromu Arakawa                                  | 27         | Anna Křivánková                                                       | [ 26 ]        |
| 2018        | dodnes      | Čarodějova nevěsta                            | 魔法使いの嫁                                   | Kore Jamazaki                                   | Kore Jamazaki                                   | 19 22      | Anna Křivánková                                                       | [ 27 ]        |
| 2018        | 2018        | Skrýš                                         | HIDEOUT                                        | Masasumi Kakizaki                               | Masasumi Kakizaki                               | 1          | Anna Křivánková                                                       | [ 28 ]        |
| 2018        | dodnes      | Sherlock                                      | SHERLOCK                                       | Steven Moffat, Mark Gatiss                      | Jay.                                            | 5          | Anna Křivánková                                                       | [ 29 ]        |
| 2019        | 2023        | Zaslíbená Země Nezemě                         | 約束のネバーランド                             | Kaiu Širai                                      | Posuka Demizu                                   | 20         | Anna Křivánková                                                       | [ 30 ]        |
| 2019        | 2022        | Tokijský ghúl: re                             | 東京喰種(トーキョーグール):re                  | Sui Išida                                       | Sui Išida                                       | 16         | Anna Křivánková                                                       | [ 31 ]        |
| 2019        | 2019        | Balónky oběšenců a další hororové příběhy     | 伊藤潤二自選傑作集                             | Džundži Itó                                     | Džundži Itó                                     | 1          | Anna Křivánková                                                       | [ 32 ]        |
| 2019        | 2021        | Královská hra                                 | 王様ゲーム                                     | Nobuaki Kanazawa                                | Hitori Renda                                    | 5          | Tomáš Jurkovič (1), Eliška Nováková (2-5)                             | [ 33 ]        |
| 2019        | 2019        | Zpráva pro Adolfa                             | アドルフに告ぐ                                 | Osamu Tezuka                                    | Osamu Tezuka                                    | 2          | Anna Křivánková                                                       | [ 34 ]        |
| 2019        | dodnes      | My Hero Academia –⁠ Moje hrdinská akademie     | 僕のヒーローアカデミア                         | Kóhei Horikoši                                  | Kóhei Horikoši                                  | 27 42      | Eliška Nováková (1–13), Matěj Vozábal (14–)                           | [ 35 ]        |
| 2020        | 2021        | Green Blood –⁠ Zelená krev                     | GREEN BLOOD                                    | Masasumi Kakizaki                               | Masasumi Kakizaki                               | 5          | Marek Mikeš                                                           | [ 36 ]        |
| 2020        | 2021        | Orange                                        | orange                                         | Ičigo Takano                                    | Ičigo Takano                                    | 7          | Anna Křivánková                                                       | [ 37 ]        |
| 2020        | dodnes      | Berserk                                       | ベルセルク                                     | Kentaró Miura (1989–2021), Kódži Mori (od 2022) | Kentaró Miura (1989–2021), Kódži Mori (od 2022) | 21 42      | Anna Křivánková                                                       | [ 38 ]        |
| 2020        | dodnes      | Pokémon                                       | ポケットモンスターSPECIAL                      | Hidenori Kusaka                                 | Mato                                            | 17         | Matyáš Anton                                                          | [ 39 ]        |
| 2020        | dodnes      | Ateliér špičatých klobouků                    | とんがり帽子のアトリエ                         | Kamome Širahama                                 | Kamome Širahama                                 | 13 14      | Kristýna Metličková (1), Michala Kropáčková (2–)                      | [ 40 ]        |
| 2021        | 2025        | Zabiják démonů                                | 鬼滅の刃                                       | Kojoharu Gotóge                                 | Kojoharu Gotóge                                 | 22 23      | Petr Kabelka, Eliška Kabelková Vítová                                 | [ 41 ]        |
| 2021        | 2021        | Zvrácená                                      | イビツ                                         | Haruto Rjó                                      | Haruto Rjó                                      | 1          | Michala Kropáčková                                                    | [ 42 ]        |
| 2021        | 2023        | Akira                                         | アキラ                                         | Kacuhiro Ótomo                                  | Kacuhiro Ótomo                                  | 6          | Anna Křivánková                                                       | [ 43 ]        |
| 2021        | 2022        | Němý hlas                                     | 聲の形                                         | Jošitoki Óima                                   | Jošitoki Óima                                   | 7          | Eliška Nováková                                                       | [ 44 ]        |
| 2021        | dodnes      | Spy x Family                                  | SPY×FAMILY                                     | Tacuja Endó                                     | Tacuja Endó                                     | 13 15      | Michala Kropáčková                                                    | [ 45 ]        |
| 2021        | dodnes      | One-Punch Man                                 | ワンパンマン                                   | ONE                                             | Júsuke Murata                                   | 15 33      | Marek Mikeš                                                           | [ 46 ]        |
| 2021        | 2021        | Death Note: Povídky                           | DEATH NOTE短編集                               | Cugumi Óba                                      | Takeši Obata                                    | 1          | Anna Křivánková                                                       | [ 47 ]        |
| 2021        | 2021        | Spirála                                       | うずまき                                       | Džundži Itó                                     | Džundži Itó                                     | 1          | Jan Horgoš                                                            | [ 48 ]        |
| 2022        | dodnes      | Jujutsu Kaisen –⁠ Prokleté války               | 呪術廻戦                                       | Gege Akutami                                    | Gege Akutami                                    | 15 30      | Matyáš Anton                                                          | [ 49 ]        |
| 2022        | 2022        | Chci sníst tvoji slinivku                     | 君の膵臓をたべたい                             | Joru Sumino                                     | Izumi Kirihara                                  | 1          | Michala Kropáčková                                                    | [ 50 ]        |
| 2022        | dodnes      | Tokyo Revengers                               | 東京卍リベンジャーズ                           | Ken Wakui                                       | Ken Wakui                                       | 14 31      | Vít Ulman                                                             | [ 51 ]        |
| 2022        | dodnes      | Občanská hlídka –⁠ Moje hrdinská akademie      | ヴィジランテ -僕のヒーローアカデミア ILLEGALS- | Hidejuki Furuhaši                               | Betten Court                                    | 9 15       | Michala Kropáčková                                                    | [ 52 ]        |
| 2022        | 2022        | Jujutsu Kaisen –⁠ Prokleté války 0             | 呪術廻戦 0 東京都立呪術高等専門学校            | Gege Akutami                                    | Gege Akutami                                    | 1          | Matyáš Anton                                                          | [ 53 ]        |
| 2022        | dodnes      | Jak jsem se reinkarnoval coby sliz            | 転生したらスライムだった件                     | Fuse                                            | Taiki Kawakami                                  | 13 29      | Petr Hofman                                                           | [ 54 ]        |
| 2022        | 2022        | Tomie                                         | 富江                                           | Džundži Itó                                     | Džundži Itó                                     | 1          | Anna Křivánková                                                       | [ 55 ]        |
| 2022        | 2025        | Pokoj v barvách štěstí                        | 幸色のワンルーム                               | Hakuri                                          | Hakuri                                          | 11         | Veronika Kursová (1-7), Petr Kabelka a Eliška Kabelková Vítová (8-11) | [ 56 ]        |
| 2022        | dodnes      | Chainsaw Man                                  | チェンソーマン                                 | Tacuki Fudžimoto                                | Tacuki Fudžimoto                                | 12 21      | Michala Kropáčková                                                    | [ 57 ]        |
| 2022        | 2022        | Black Jack                                    | ブラック・ジャック                             | Osamu Tezuka                                    | Osamu Tezuka                                    | 1          | Anna Křivánková                                                       | [ 58 ]        |
| 2023        | 2025        | Tvá dubnová lež                               | 四月は君の嘘                                   | Naoši Arakawa                                   | Naoši Arakawa                                   | 10 11      | Anna Křivánková                                                       | [ 59 ]        |
| 2023        | dodnes      | Láska ve střihu cosplaye                      | その着せ替え人形は恋をする                     | Šin’iči Fukuda                                  | Šin’iči Fukuda                                  | 10 15      | Matěj Vozábal                                                         | [ 60 ]        |
| 2023        | 2023        | Bohové lžou                                   | 神様がうそをつく。                             | Kaori Ozaki                                     | Kaori Ozaki                                     | 1          | Jan Hromek                                                            | [ 61 ]        |
| 2023        | 2025        | Jednou rozkvetu i já                          | やがて君になる                                 | Nio Nakatani                                    | Nio Nakatani                                    | 8          | Lucie Uhlířová, Pavlína Paraiová                                      | [ 62 ]        |
| 2023        | dodnes      | Sakamoto Days                                 | Sakamoto Days                                  | Júto Suzuki                                     | Júto Suzuki                                     | 8 22       | Anna Křivánková                                                       | [ 63 ]        |
| 2023        | 2023        | V horách šílenství H. P. Lovecrafta           | 狂気の山脈にて                                 | Gó Tanabe                                       | Gó Tanabe                                       | 2          | Vít Ulman                                                             | [ 64 ]        |
| 2023        | 2023        | Kočičí deníky                                 | 伊藤潤二の猫日記 よん&むー                     | Džundži Itó                                     | Džundži Itó                                     | 1          | Anna Křivánková                                                       | [ 65 ]        |
| 2023        | 2024        | Muzeum                                        | ミュージアム                                   | Rjósuke Tomoe                                   | Rjósuke Tomoe                                   | 3          | Jan Hromek                                                            | [ 66 ]        |
| 2023        | dodnes      | Kaidžú č. 8                                   | 怪獣8号                                        | Naoja Macumoto                                  | Naoja Macumoto                                  | 9 16       | Matěj Vozábal                                                         | [ 67 ]        |
| 2023        | 2025        | Ach, vy dívky mládím zmítané                  | 荒ぶる季節の乙女どもよ。                       | Mari Okada                                      | Nao Emoto                                       | 8          | Jakub Jezdinský                                                       | [ 68 ]        |
| 2023        | dodnes      | Mládí na hřišti                               | アオのハコ                                     | Kódži Miura                                     | Kódži Miura                                     | 8 21       | Jan Hromek                                                            | [ 69 ]        |
| 2024        | 2024        | Sbohem, Eri                                   | さよなら絵梨                                   | Tacuki Fudžimoto                                | Tacuki Fudžimoto                                | 1          | Michala Kropáčková                                                    | [ 70 ]        |
| 2024        | dodnes      | Blue Lock                                     | ブルーロック                                   | Munejuki Kaneširo                               | Jusuke Nomura                                   | 7 34       | Anna Křivánková                                                       | [ 71 ]        |
| 2024        | 2024        | Přiznání                                      | 告白                                           | Nobujuki Fukumoto                               | Kaidži Kawaguči                                 | 1          | Anna Křivánková                                                       | [ 72 ]        |
| 2024        | dodnes      | Moje hvězda                                   | 【推しの子】                                   | Aka Akasaka                                     | Mengo Jokojari                                  | 6 16       | Matěj Vozábal                                                         | [ 73 ]        |
| 2024        | 2024        | Útok titánů: Bez výčitek                      | 進撃の巨人 悔いなき選択                        | Gun Snark                                       | Hikaru Suruga                                   | 2          | Anna Křivánková                                                       | [ 74 ]        |
| 2024        | dodnes      | One Piece                                     | One Piece                                      | Eiičiró Oda                                     | Eiičiró Oda                                     | 10 112     | Petr Kabelka, Eliška Kabelková Vítová                                 | [ 75 ]        |
| 2024        | 2024        | Deadpool: Samuraj                             | デッドプール：SAMURAI                          | Sanširó Kasama                                  | Hikaru Uesugi                                   | 1          | Filip Drlík                                                           | [ 76 ]        |
| 2024        | 2024        | Takopího prvotní hřích                        | タコピーの原罪                                 | Taizan 5                                        | Taizan 5                                        | 2          | Matěj Vozábal                                                         | [ 77 ]        |
| 2024        | 2024        | Moje vadná Mariko                             | マイ・ブロークン・マリコ                       | Waka Hirako                                     | Waka Hirako                                     | 1          | Anna Křivánková                                                       | [ 78 ]        |
| 2024        | 2024        | Cizinec na pláži                              | 海辺のエトランゼ                               | Kanna Kii                                       | Kanna Kii                                       | 1          | Anna Křivánková                                                       | [ 79 ]        |
| 2024        | 2024        | Josée, tygr a rybičky                         | ジョゼと虎と魚たち                             | Seiko Tanabe                                    | Nao Emoto                                       | 1          | Anna Křivánková                                                       | [ 80 ]        |
| 2024        | 2024        | Šógunův popravčí                              | 首斬り朝                                       | Kazuo Koike                                     | Góseki Kodžima                                  | 1          | Anna Křivánková                                                       | [ 81 ]        |
| 2024        | 2024        | Milostné strasti nebožtíků                    | 伊藤潤二恐怖博物館 10 死びとの恋わずらい       | Džundži Itó                                     | Džundži Itó                                     | 1          | Anna Křivánková                                                       | [ 82 ]        |
| 2024        | dodnes      | Bungó Stray Dogs –⁠⁠⁠⁠⁠⁠ Toulaví literáti           | 文豪ストレイドッグス                           | Kafka Asagiri                                   | Sango Harukawa                                  | 4 26       | Petr Kabelka, Eliška Kabelková Vítová                                 | [ 83 ]        |
| 2024        | dodnes      | Dandadan                                      | ダンダダン                                     | Jukinobu Tacu                                   | Jukinobu Tacu                                   | 4 20       | Anna Křivánková                                                       | [ 84 ]        |
| 2025        | 2025        | Věc z temnot a další příběhy H. P. Lovecrafta | 闇に這う者 ラヴクラフト傑作集                  | Gó Tanabe                                       | Gó Tanabe                                       | 1          | Anna Křivánková                                                       | [ 85 ]        |
| 2025        | 2025        | Look Back                                     | ルックバック                                   | Tacuki Fudžimoto                                | Tacuki Fudžimoto                                | 1          | Michala Kropáčková                                                    | [ 86 ]        |
| 2025        | dodnes      | Frieren –⁠⁠⁠⁠⁠⁠ Když jedna cesta končí              | 葬送のフリーレン                               | Kanehito Jamada                                 | Cukasa Abe                                      | 3 13       | Matěj Vozábal                                                         | [ 87 ]        |
| 2025        | dodnes      | Given                                         | ギヴン                                         | Nacuki Kizu                                     | Nacuki Kizu                                     | 2 9        | Lucie Uhlířová, Pavlína Paraiová                                      | [ 88 ]        |
| 2025        | dodnes      | Vraždy v Dekagonu                             | 十角館の殺人                                   | Jukito Ajacudži                                 | Hiro Kijohara                                   | 2 5        | Sofie Ljuboňka                                                        | [ 89 ]        |
| 2025        | dodnes      | GACHIAKUTA                                    | ガチアクタ                                     | Kei Urana                                       | Kei Urana                                       | 2 14       | Tomáš Kloutvor                                                        | [ 90 ]        |
| 2025        | dodnes      | Cizinec v jarním vánku                        | 春風のエトランゼ                               | Kanna Kii                                       | Kanna Kii                                       | 1 5        | Anna Křivánková                                                       | [ 91 ]        |
| 2025        | 2025        | Sóičiho záštiplná prokletí                    | 双一の呪いの日記                               | Džundži Itó                                     | Džundži Itó                                     | 1          | Anna Křivánková                                                       | [ 92 ]        |
| 2025        | 2025        | Spider-Man: Falešný hrdina                    | スパイダーマン／偽りの赤                       | Júsuke Ósawa                                    | Júsuke Ósawa                                    | 0 1        | Jiří Pavlovský                                                        | [ 93 ]        |
| 2025        | dodnes      | Kagurabači                                    | カグラバチ                                     | Takeru Hokazono                                 | Takeru Hokazono                                 | 0 8        | Matěj Vozábal                                                         | [ 94 ]        |

### Egmont
Nakladatelství Egmont vydává v Česku mangy od roku 2019; k roku 2023 vydalo celkem 5 mang. Přeložená díla používají českého přepisu japonštiny.
| Vydání v ČR | Vydání v ČR | Český název             | Původní název             | Původní vydání | Scénář        | Kresba         | Počet dílů | Překladatel    | Ref.   |
| Od          | Do          | Český název             | Původní název             | Původní vydání | Scénář        | Kresba         | Počet dílů | Překladatel    | Ref.   |
| ----------- | ----------- | ----------------------- | ------------------------- | -------------- | ------------- | -------------- | ---------- | -------------- | ------ |
| 2019        | 2020        | To bylo tvé jméno.      | Kimi no na wa. 君の名は。 | 2017–2018      | Makoto Šinkai | Ranmaru Kotone | 3          | Jakub Stříbrný | [ 11 ] |
| 2022        | 2022        | Solanin                 | Soranin ソラニン          | 2005–2006      | Inio Asano    | Inio Asano     | 2          | Jakub Stříbrný | [ 95 ] |
| 2023        | dodnes      | Takoví jsme byli        | Bokura ga ita 僕等がいた  | 2002–2012      | Júki Obata    | Júki Obata     | 7 16       | Tereza Velká   | [ 96 ] |
| 2024        | dodnes      | Nozaki, mistr romantiky | 月刊少女野崎くん          | 2011–dodnes    | Izumi Cubaki  | Izumi Cubaki   | 6 15       | Jakub Stříbrný | [ 97 ] |
| 2024        | 2025        | Město, kde chybím       | 僕だけがいない街          | 2012–2016      | Kei Sanbe     | Kei Sanbe      | 9          | Jakub Stříbrný | [ 98 ] |

### GATE
Nakladatelství GATE vydává v Česku mangy od roku 2022; k roku 2024 vydalo celkem 17 mang. Přeložená díla používají českého přepisu japonštiny.
| Vydání v ČR | Vydání v ČR | Český název                                | Původní název                                        | Scénář                       | Kresba                      | Počet dílů | Překladatel      | Ref.    |
| Od          | Do          | Český název                                | Původní název                                        | Scénář                       | Kresba                      | Počet dílů | Překladatel      | Ref.    |
| ----------- | ----------- | ------------------------------------------ | ---------------------------------------------------- | ---------------------------- | --------------------------- | ---------- | ---------------- | ------- |
| 2022        | 2022        | Zdál se mi zase ten stejný sen             | また、同じ夢を見ていた                               | Joru Sumino                  | Izumi Kirihara              | 3          | Igor Cima        | [ 99 ]  |
| 2022        | 2024        | Dívka ze země Venku                        | とつくにの少女                                       | Nagabe                       | Nagabe                      | 12         | Anna Cima        | [ 100 ] |
| 2022        | 2022        | Sbohem, má růžová zahrado                  | さよならローズガーデン                               | Dr. Pepperco                 | Dr. Pepperco                | 3          | Igor Cima        | [ 101 ] |
| 2022        | 2023        | Psycho-Pass: Inspektor Šin’ja Kógami       | PSYCHO-PASS 監視官 狡噛慎也                          | Midori Gotó                  | Nacuo Sai                   | 6          | Igor Cima        | [ 102 ] |
| 2023        | 2023        | Mars Red                                   | MARS RED                                             | Bun’ó Fudžisawa              | Karakara Kemuri             | 3          | Anna Cima        | [ 103 ] |
| 2023        | dodnes      | Brutal: Zpověď inspektora z oddělení vražd | ブルータル 殺人警察官の告白                          | Kei Koga                     | Rjó Izawa                   | 5          | Igor Cima        | [ 104 ] |
| 2023        | dodnes      | Ragnarok: Poslední boj                     | 終末のワルキューレ                                   | Šin’ja Umemura, Takumi Fukui | Adžičika                    | 19 23      | Igor Cima        | [ 105 ] |
| 2023        | dodnes      | Muž v domácnosti                           | Gokušufudó 極主夫道                                  | Kósuke Óno                   | Kósuke Óno                  | 13 15      | Anna Cima        | [ 106 ] |
| 2023        | dodnes      | Gangsta                                    | GANGSTA.                                             | Kósuke                       | Kósuke                      | 8          | Anna Cima        | [ 107 ] |
| 2023        | dodnes      | Holmes z Kjóta                             | 京都寺町三条のホームズ                               | Mai Močizuki                 | Ičiha Akizuki, Šizu Jamauči | 12 13      | Igor Cima        | [ 108 ] |
| 2023        | dodnes      | Magie Svaté je všemocná                    | Seidžo no marjoku wa bannó desu 聖女の魔力は万能です | Juka Tačibana                | Fudžiazuki                  | 9 10       | Markéta Linhart  | [ 109 ] |
| 2023        | 2025        | Gannibal                                   | ガンニバル                                           | Masaaki Ninomija             | Masaaki Ninomija            | 13         | Anna Cima        | [ 110 ] |
| 2024        | 2024        | Sexuální výchova na 120%                   | 性教育120％                                          | Kikiki Tataki                | Hotomura                    | 3          | Markéta Linhart  | [ 111 ] |
| 2024        | dodnes      | Trace: Vzpomínky forenzního specialisty    | トレース 科捜研法医研究員の追想                      | Kei Koga                     | Kei Koga                    | 8 13       | Igor Cima        | [ 112 ] |
| 2024        | dodnes      | Pán a kocour                               | おじさまと猫                                         | Umi Sakurai                  | Umi Sakurai                 | 3 14       | Markéta Linhart  | [ 113 ] |
| 2024        | dodnes      | Kakegurui: Blázni do hazardu               | 賭ケグルイ                                           | Homura Kawamoto              | Tóru Naomura                | 3 18       | Igor Cima        | [ 114 ] |
| 2024        | dodnes      | Nemohu přestat proklínat                   | 誰かを呪わずにいられないこの世界で                   | Kensuke Koba                 | Nacuko Uruma                | 2 4        | Radmila Klásková | [ 115 ] |
| 2025        | dodnes      | Deníky apatykářky                          | 薬屋のひとりごと                                     | Nacu Hjúga, Icuki Nanao      | Nekokurage                  | 2 15       | Markéta Linhart  | [ 116 ] |
| 2025        | dodnes      | Vanitas: Kniha kouzel                      | ヴァニタスの手記                                     | Džun Močizuki                | Džun Močizuki               | 2 11       | Markéta Linhart  | [ 117 ] |

### Zoner Press
Nakladatelství Zoner Press vydávalo v Česku mangy od roku 2008 do roku 2014; celkem za tu dobu vydalo 15 mang. Při překladu prvních třech děl, jmenovitě Dveře chaosu, Temné metro a Padlý měsíc, bylo použito Hepburnovy transkripce japonštiny, zbylé překlady používají českého přepisu. V roce 2022 se nakladatelství k vydávání mang vrátilo a od té doby vydalo například série Sběratelé hvězd, BL je magie! nebo titul Manga příběhy bratří Grimmů.
| Vydání v ČR | Vydání v ČR | Český název            | Původní název          | Scénář              | Kresba              | Počet dílů | Překladatel                                                      | Ref.    |
| Od          | Do          | Český název            | Původní název          | Scénář              | Kresba              | Počet dílů | Překladatel                                                      | Ref.    |
| ----------- | ----------- | ---------------------- | ---------------------- | ------------------- | ------------------- | ---------- | ---------------------------------------------------------------- | ------- |
| 2008        | 2009        | Dveře chaosu           | グレンツェン・テューア | Rjóko Micuki        | Rjóko Micuki        | 3          | Jana Tučníková (1), Andrea Bednářová (2), HBA (3)                | [ 118 ] |
| 2008        | 2009        | Temné metro            | ダークメトロ           | Karen Tókjó         | Jošiken             | 3          | Jana Tučníková                                                   | [ 119 ] |
| 2009        | 2009        | Padlý měsíc            | 堕天の月               | Tói Hasumi          | Tói Hasumi          | 1          | Markéta Pravdová                                                 | [ 120 ] |
| 2009        | 2010        | Gravitation            | グラビテーション       | Maki Murakami       | Maki Murakami       | 12         | Jan Horgoš, Barbora Klabačková                                   | [ 121 ] |
| 2009        | 2010        | Kategorie Stvůry       | カテゴリ:フリークス    | Sakurako Gokurakuin | Sakurako Gokurakuin | 4          | Petr Klička                                                      | [ 122 ] |
| 2009        | 2010        | Každá jsme jiná        | 彼女色の彼女           | Aoi                 | Jukari Jašiki       | 3          | Kristýna Zezulová                                                | [ 123 ] |
| 2010        | 2010        | Hetalie – mocnosti Osy | ヘタリア Axis Powers   | Hidekaz Himaruja    | Hidekaz Himaruja    | 3 6        | Jana Šimonová (1–2), Barbora Klabačková (3)                      | [ 124 ] |
| 2010        | 2011        | Případy Kjóko Karasumy | 烏丸響子の事件簿       | Ódži Hiroi          | Júsuke Kozaki       | 5 10       | Petr Klička                                                      | [ 125 ] |
| 2010        | 2011        | Spirála                | うずまき               | Džundži Itó         | Džundži Itó         | 3          | Jan Horgoš, Jana Hrčková                                         | [ 126 ] |
| 2010        | 2012        | Ve službách Nuly       | ゼロの使い魔           | Nana Močizuki       | Nana Močizuki       | 7          | Jan Horgoš                                                       | [ 127 ] |
| 2011        | 2011        | Labyrint               | MAZE                   | Suó Kózuki          | Suó Kózuki          | 1          | Kristýna Zezulová                                                | [ 128 ] |
| 2011        | 2011        | Polibek katany         | 月の吐息 愛の傷        | Rinko Ueda          | Rinko Ueda          | 1          | Jan Horgoš                                                       | [ 129 ] |
| 2011        | 2011        | HAL                    | HAL                    | Aoi Makino          | Aoi Makino          | 1          | Kristýna Zezulová                                                | [ 130 ] |
| 2011        | 2013        | Fly High! Leť výš      | フライハイ！           | Nacumi Óči          | Nacumi Óči          | 3          | Jan Horgoš (1–2), Eliška Vytlačilová (3), Barbora Klabačková (3) | [ 131 ] |
| 2012        | 2014        | Líbání zakázáno        | Kiss me ホスト組       | Nači Júki           | Nači Júki           | 3          | Jan Horgoš (1), Barbora Klabačková (2–3)                         | [ 132 ] |

### Ostatní
| Vydání v ČR | Vydání v ČR | Český název          | Původní název                        | Scénář            | Kresba            | Počet dílů | Vydavatel          | Překladatel                                                                  | Transkripce | Ref.    |
| Od          | Do          | Český název          | Původní název                        | Scénář            | Kresba            | Počet dílů | Vydavatel          | Překladatel                                                                  | Transkripce | Ref.    |
| ----------- | ----------- | -------------------- | ------------------------------------ | ----------------- | ----------------- | ---------- | ------------------ | ---------------------------------------------------------------------------- | ----------- | ------- |
| 2000        | 2000        | Gon                  | ゴン                                 | Masaši Tanaka     | Masaši Tanaka     | 1 7        | Calibre Publishing | žádný                                                                        | Hepburnova  | [ 133 ] |
| 2009        | 2012        | Motýlek              | バタフライ                           | Jú Aikawa         | Jú Aikawa         | 5          | Talpress           | Zdeněk Hrdlička (1), Eva Libišová (2), Jan Skurovec (2), Jana Šimonová (3–5) | Hepburnova  | [ 134 ] |
| 2009        | 2013        | Elegie pro ovečku    | 羊のうた                             | Kei Tóme          | Kei Tóme          | 7          | Talpress           | Martin M. Boček                                                              | Hepburnova  | [ 135 ] |
| 2009        | 2015        | Kannonina ruka       | バース                               | Masakazu Jamaguči | Masakazu Jamaguči | 9          | Talpress           | Martin M. Boček                                                              | Hepburnova  | [ 136 ] |
| 2010        | 2010        | Kniha větru          | カゼノショ                           | Kan Furujama      | Džiró Taniguči    | 1          | Hanami             | Anna Petrášová                                                               | Hepburnova  | [ 137 ] |
| 2010        | 2010        | Nebeský orel         | 天の鷹                               | Džiró Taniguči    | Džiró Taniguči    | 1          | Hanami             | Anna Petrášová                                                               | Hepburnova  | [ 138 ] |
| 2010        | 2010        | Město světel         | ひかりのまち                         | Inio Asano        | Inio Asano        | 1          | Hanami             | Anna Křivánková                                                              | Hepburnova  | [ 139 ] |
| 2010        | 2011        | Balzamovač           | 死化粧師                             | Micukazu Mihara   | Micukazu Mihara   | 3 7        | Hanami             | Martina Černáková (1), Michal Koža (2), Marek Mikeš (3)                      | Hepburnova  | [ 140 ] |
| 2010        | 2011        | Myšlenky smyšlenky   | はなしっぱなし                       | Daisuke Igaraši   | Daisuke Igaraši   | 2          | Hanami             | Anna Křivánková                                                              | Hepburnova  | [ 141 ] |
| 2016        | 2019        | Cagaster             | 虫籠のカガステル                     | Kačó Hašimoto     | Kačó Hašimoto     | 6          | Zanir              | Jan Schejbal, Kateřina Strnadová (2), Zuzana Lochmanová (3-6)                | Hepburnova  | [ 142 ] |
| 2019        | 2019        | Putování s dinosaury | 恐竜大紀行                           | Kiši Daimuró      | Kiši Daimuró      | 1          | Zanir              | Radka Pavlíková                                                              | Hepburnova  | [ 143 ] |
| 2023        | dodnes      | Dívčí válka          | 乙女戦争〈ディーヴチー・ヴァールカ〉 | Kóiči Óniši       | Kóiči Óniši       | 9 12       | Argo               | Petr Holý                                                                    | česká       | [ 144 ] |
| 2023        | 2023        | Hitler               | ヒットラー                           | Šigeru Mizuki     | Šigeru Mizuki     | 1          | Argo               | Anna Křivánková                                                              | česká       | [ 145 ] |
| 2024        | 2024        | Kitaró               | ゲゲゲの鬼太郎                       | Šigeru Mizuki     | Šigeru Mizuki     | 1          | Argo               | Petr Holý                                                                    | česká       | [ 146 ] |
| 2024        | dodnes      | Učebna pomsty        | 復讐教室                             | Karasu Jamazaki   | Rjú Kaname        | 3 7        | Zanir              | Sabina Dudová                                                                | česká       | [ 147 ] |